# Eristalis
Eristalis Latreille, 1804 è un genere di ditteri appartenente alla famiglia Syrphidae. 

## Descrizione
Il genere è cosmopolita; una delle sue specie più comuni, Eristalis tenax, è detta anche "mosca fuco" (drone fly in inglese), per via della somiglianza nell'aspetto e nel suono emesso con l'ape.
Eristalis rientra fra i generi le cui larve sono denominate "larva a coda di topo" (rat-tailed maggot in inglese), per via della caratteristica appendice simile ad una coda (che ha funzione respiratoria) che presentano nello stadio larvale; tali larve, che proliferano all'interno di composti organici liquidi, se ingerite possono provocare miasi.

## Specie

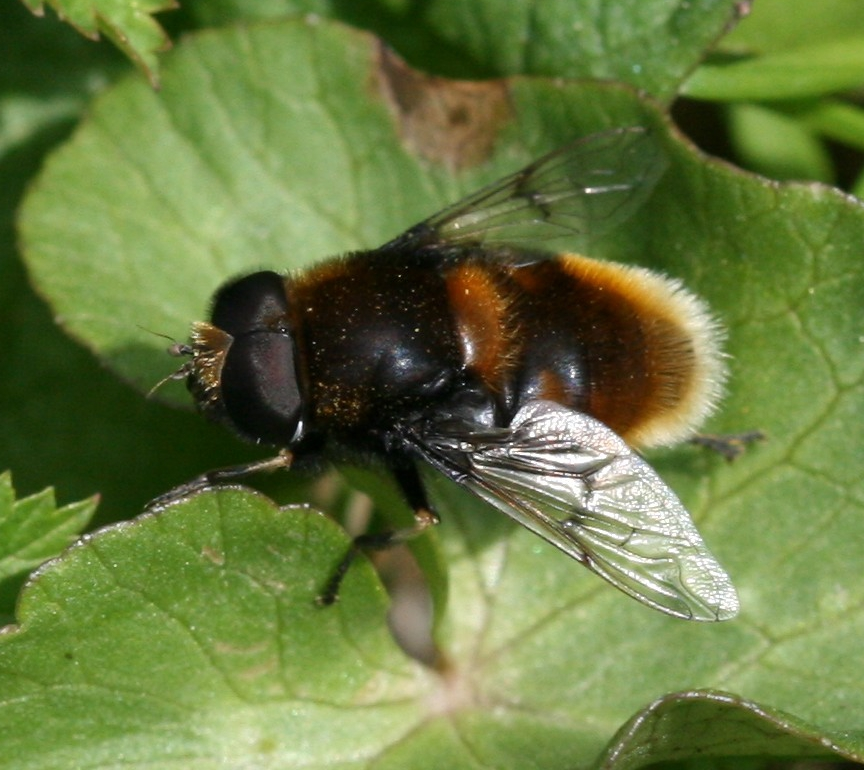
Eristalis intricaria

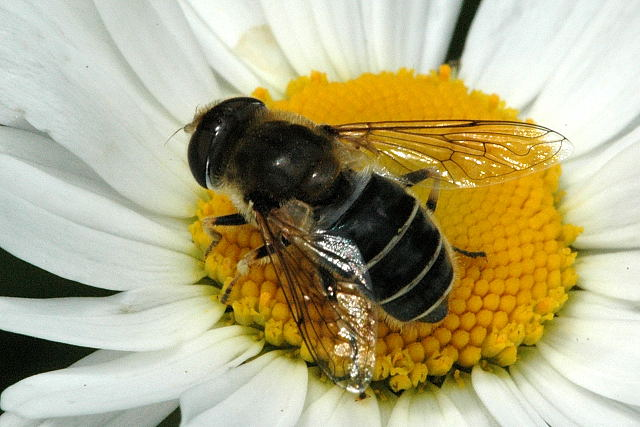
Eristalis jugorum

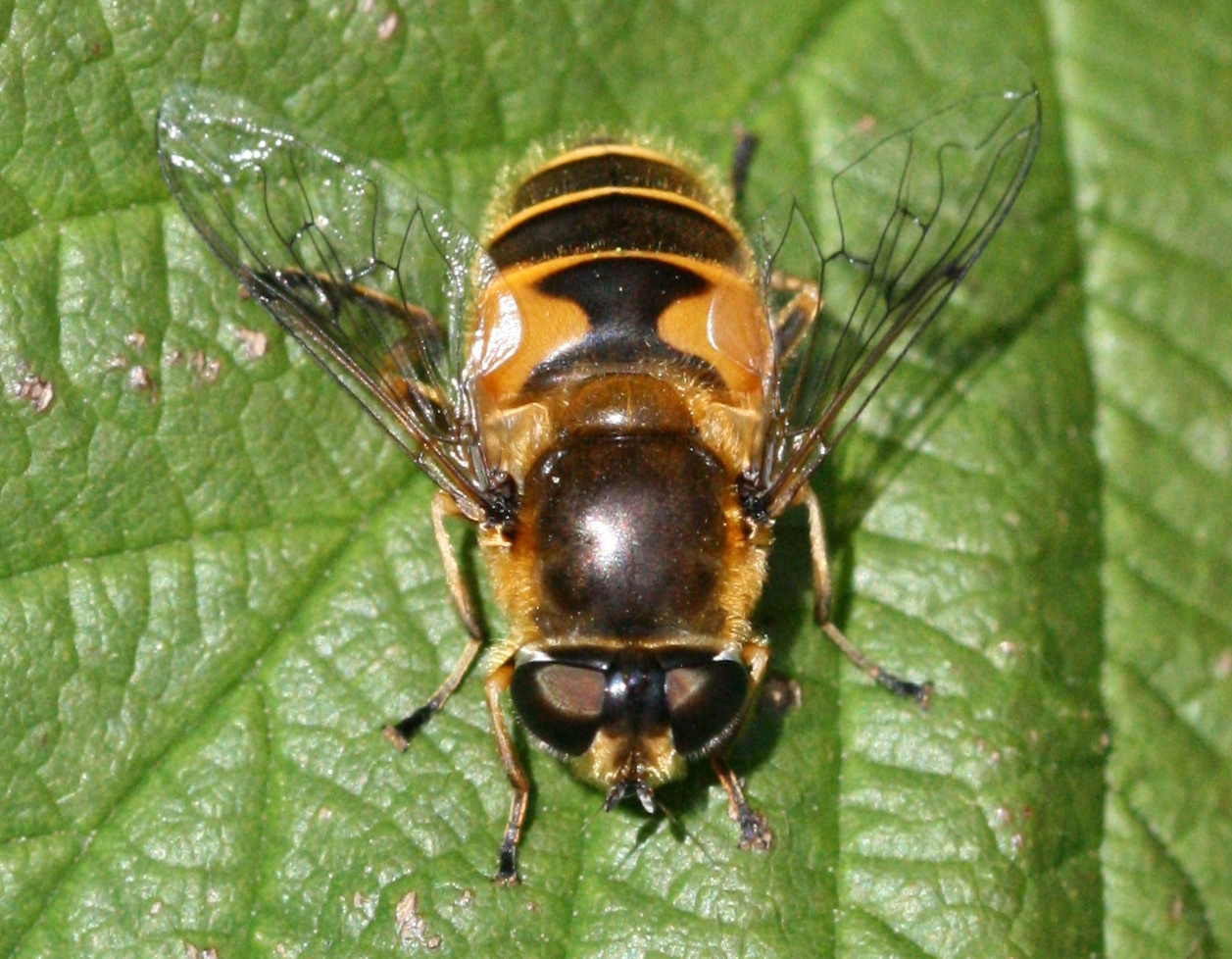
Eristalis horticola

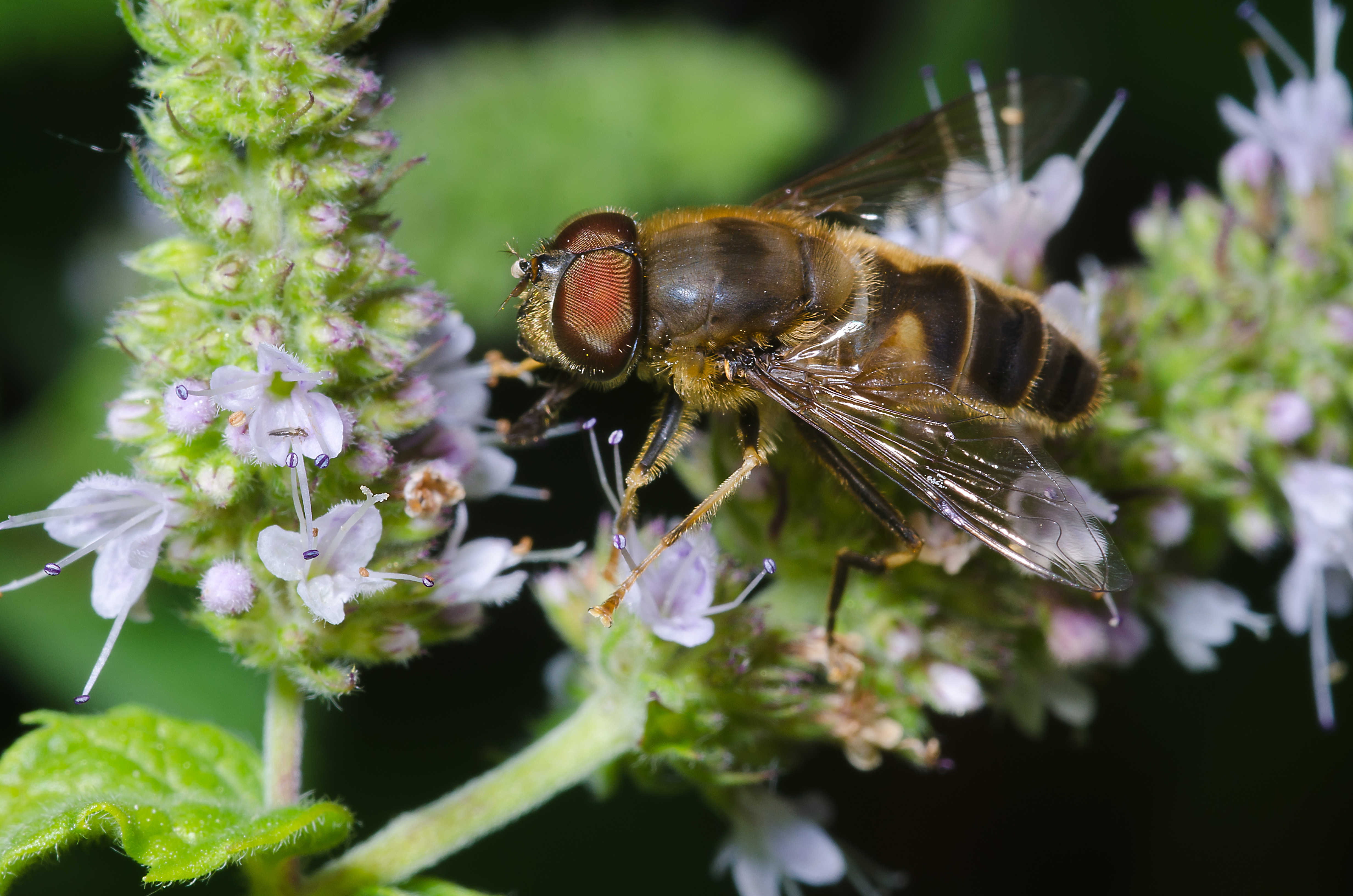
Eristalis pertinax

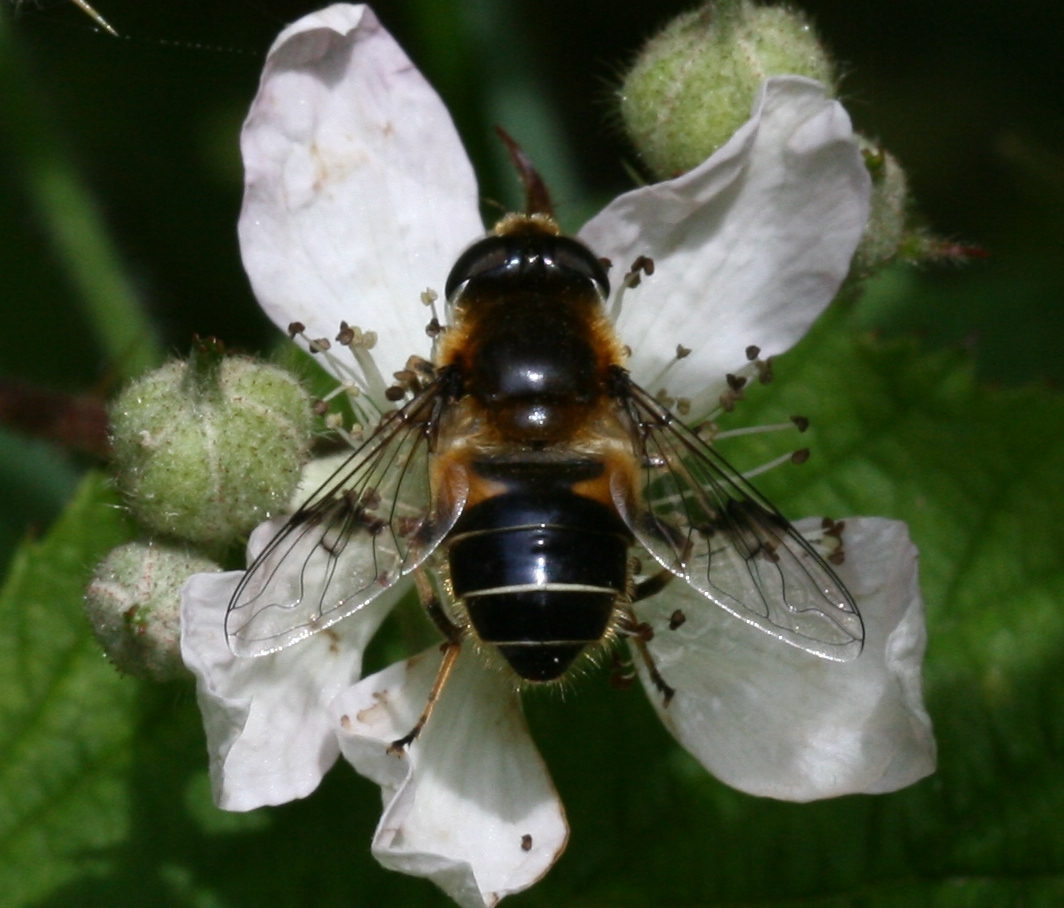
Eristalis rupium

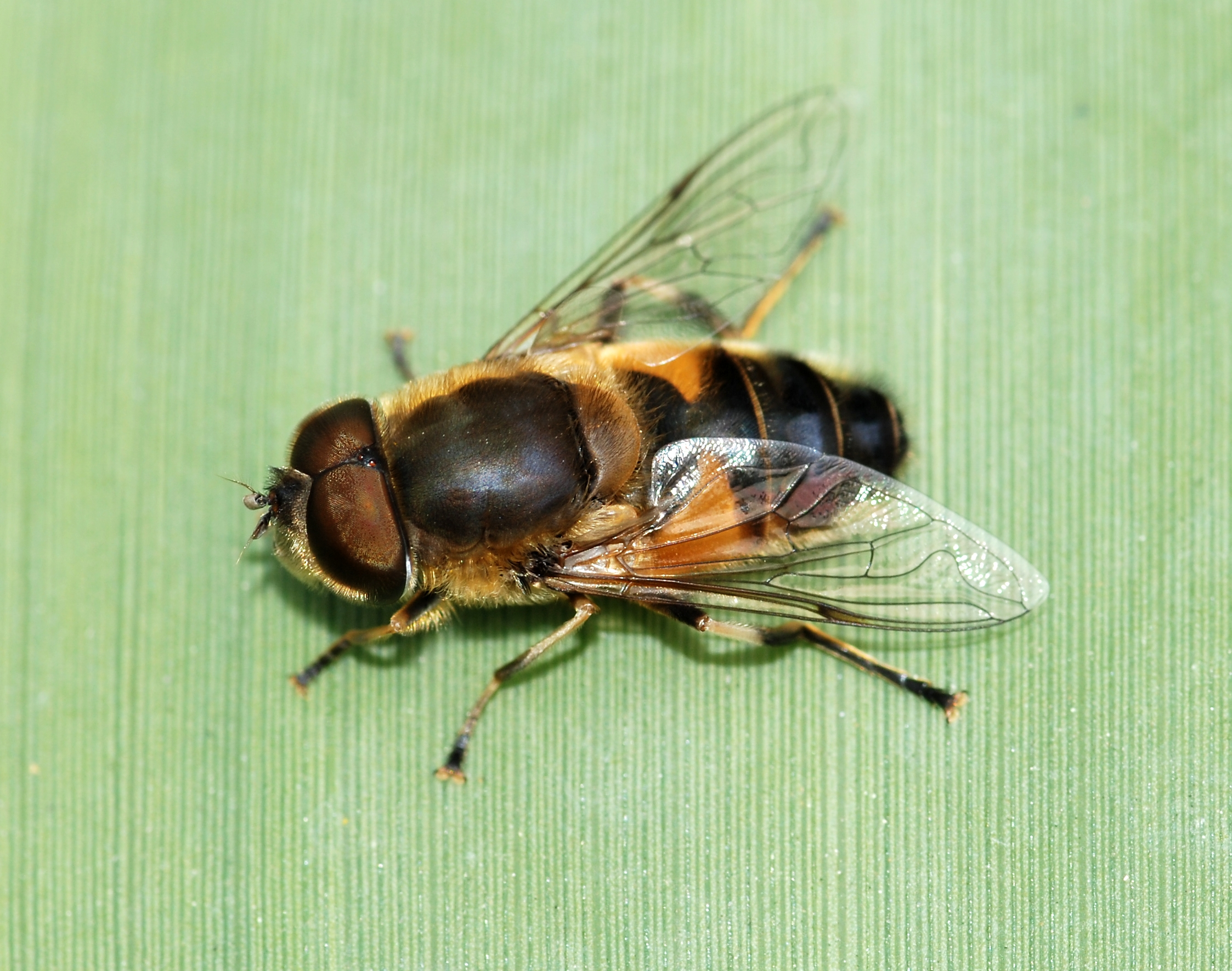
Eristalis similis

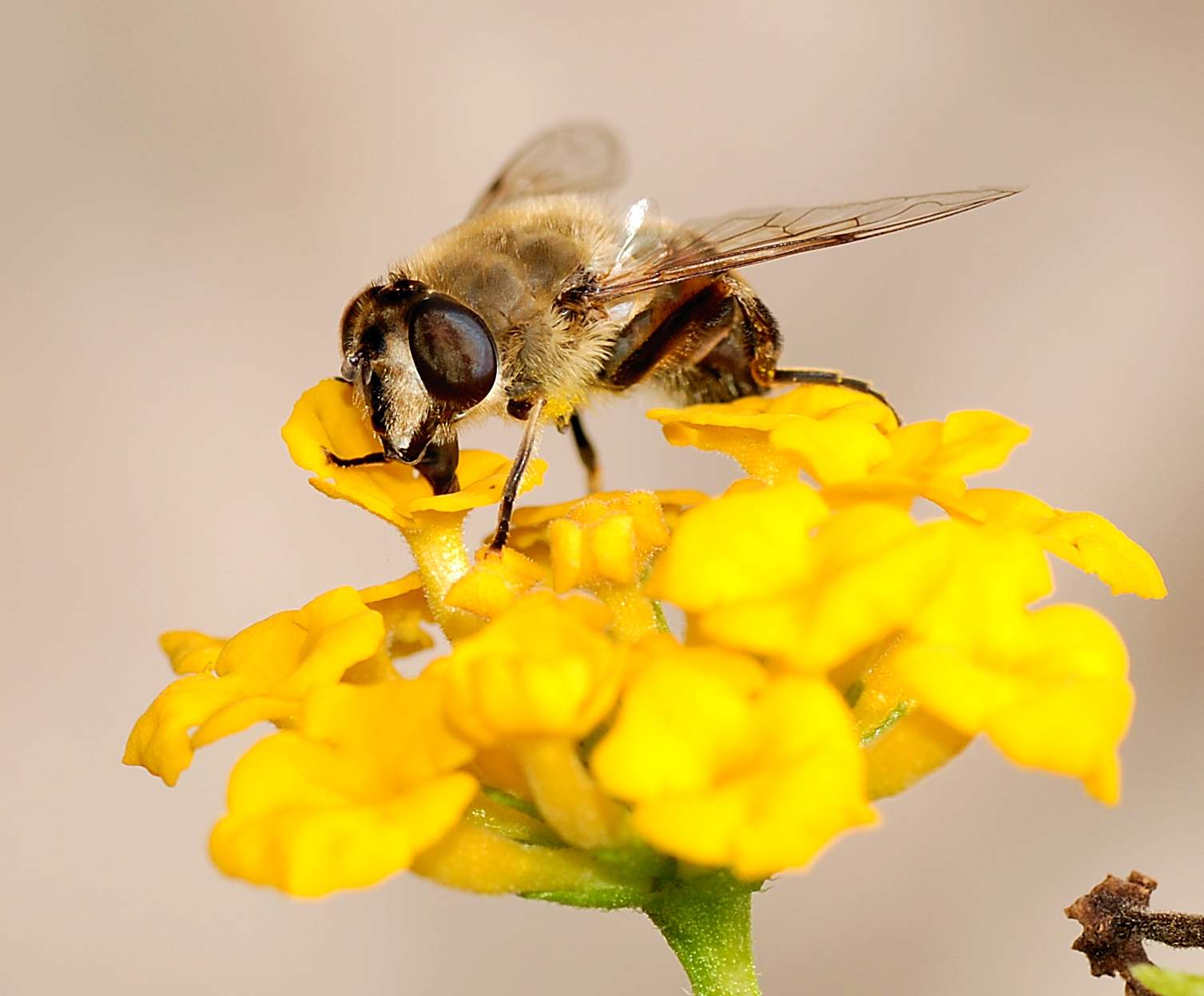
Eristalis tenax

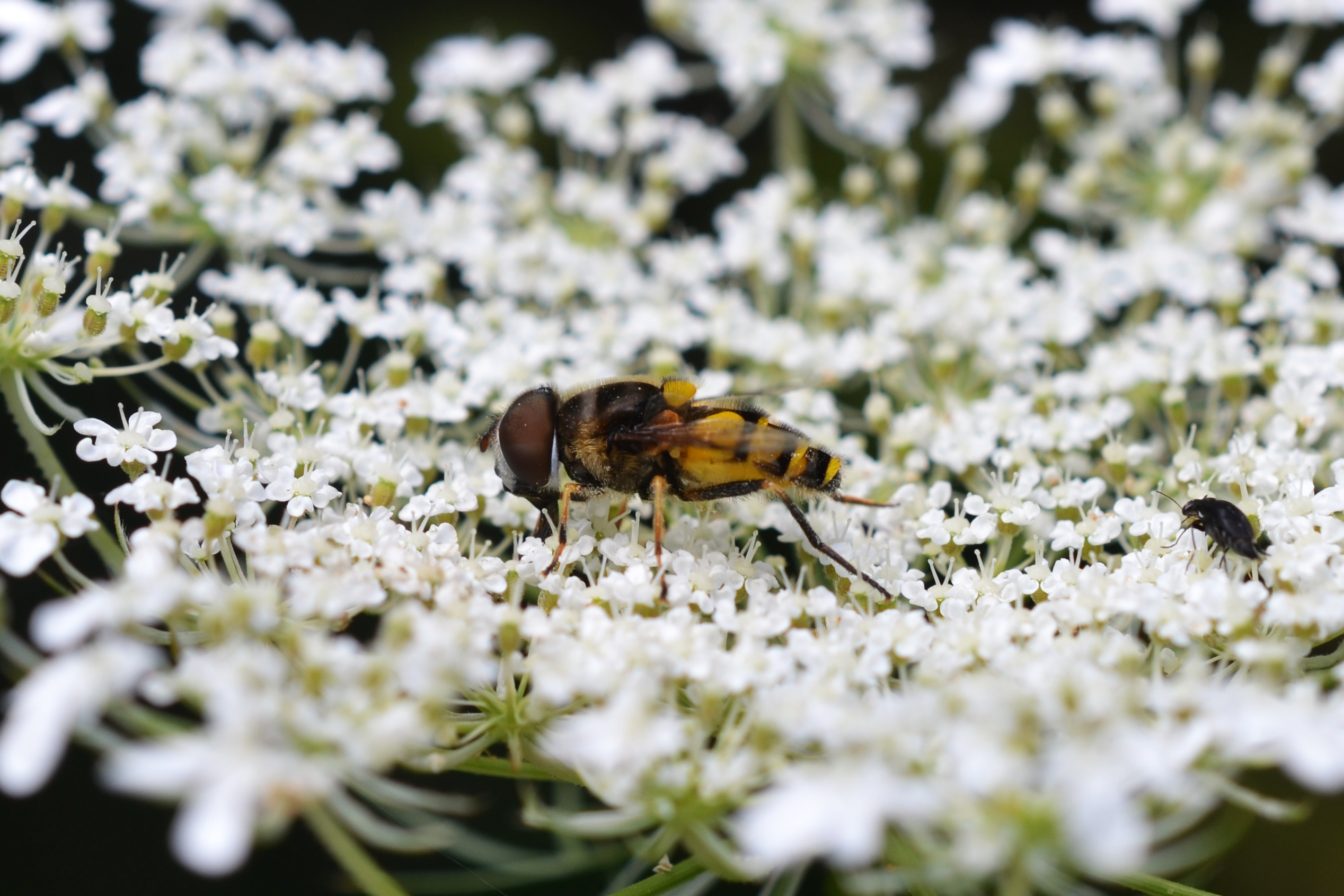
Eristalis transversa

Il genere comprende almeno 99 specie, suddivise in sottogeneri come Eoseristalis ed Eristalis; fra le specie si possono citare:
- Eristalis abusiva Collin, 1931
- Eristalis acutifacies Peck, 1971
- Eristalis albibasis Bigot, 1880
- Eristalis alleni Thompson, 1997
- Eristalis alpina (Panzer, 1798)
- Eristalis angustimarginalis Brunetii, 1923
- Eristalis anthophorina (Fallen, 1817)
- Eristalis apis Curran, 1939
- Eristalis araschanica Violovitsh, 1982
- Eristalis arbustorum (Linnaeus, 1758)
- Eristalis argentata Violovitsh, 1982
- Eristalis basilaris Macquart, 1834
- Eristalis bellardii Jaennicke, 1867
- Eristalis bicornuta De Meijere, 1924
- Eristalis bogotensis Macquart, 1842
- Eristalis brevifacies Coe, 1964
- Eristalis brousii Williston, 1882
- Eristalis calida Walker, 1849
- Eristalis cerealis Fabricius, 1805
- Eristalis cerealoides Curran, 1931
- Eristalis chipsanii Matsumura, 1911
- Eristalis cingulata Sack, 1927
- Eristalis circe Williston, 1891
- Eristalis convexifacies Macquart, 1850
- Eristalis corymbus Violovitsh, 1975
- Eristalis crassipes Loew, 1862
- Eristalis croceimaculata Jacobs, 1900
- Eristalis cryptarum (Fabricius, 1794)
- Eristalis curvipes Schiner, 1868
- Eristalis deserta Violovitsh, 1977
- Eristalis dimidiata Wiedemann, 1830
- Eristalis dubia Macquart, 1834
- Eristalis fenestrata De Meijere, 1908
- Eristalis flatiparamerus Li, 1999
- Eristalis flava Sack, 1926
- Eristalis flavipes Walker, 1849
- Eristalis fraterculus (Zetterstedt, 1838)
- Eristalis fumigata Becker, 1921
- Eristalis gatesi Thompson, 1997
- Eristalis gladiparamerus Li, 1999
- Eristalis gomojunovae Violovitsh, 1977
- Eristalis grisescens Sack, 1931
- Eristalis himalayensis Brunetti, 1908
- Eristalis hirta Loew, 1866
- Eristalis horticola (De Geer, 1776)
  - = Eristalis lineata (Harris, 1776)
- Eristalis hyaloptera Huo, Ren & Zheng, 2007
- Eristalis immaculatis Huo & Ren, 2006
- Eristalis intricaria (Linnaeus, 1758)
- Eristalis intricarioides Brunetti, 1923
- Eristalis japonicus Van der Goot, 1964
- Eristalis javana Macquart, 1842
- Eristalis jugorum Egger, 1858
- Eristalis kyokoae Kimura, 1986
- Eristalis lunata De Meijere, 1908
- Eristalis marfax Curran, 1947
- Eristalis marginata De Meijere, 1916
- Eristalis meijerei Van der Goot, 1964
- Eristalis mohensis Huo & Ren, 2006
- Eristalis murorum (Fabricius, 1794)
- Eristalis nemorum (Linnaeus, 1758)
  - = Eristalis interrupta (Poda, 1761)
- Eristalis nigriceps Li, 1999
- Eristalis notata Bigot, 1885
- Eristalis obscura Loew, 1866
- Eristalis oestracea (Linnaeus, 1758)
- Eristalis pacifica Violovitsh, 1977
- Eristalis pallidibasis Bigot, 1891
- Eristalis parens Bigot, 1880
- Eristalis persa Williston, 1891
- Eristalis pertinax (Scopoli, 1763)
- Eristalis picea (Fallen, 1817)
- Eristalis pigaliza Violovitsh, 1977
- Eristalis plumipes Bezzi, 1912
- Eristalis proserpina Wiedemann, 1830
- Eristalis pseudorupium Kanervo, 1938
- Eristalis rabida Violovitsh, 1977
- Eristalis rossica Stackelberg, 1958
- Eristalis rubix Violovitsh, 1977
- Eristalis rupium Fabricius, 1805
- Eristalis sacki Van der Goot, 1964
- Eristalis saltuum Rondani, 1857
- Eristalis saphirina Bigot, 1880
- Eristalis saxorum Wiedemann, 1830
- Eristalis senilis Sack, 1933
- Eristalis simplicipes Curran, 1928
- Eristalis similis (Fallen, 1817)
  - = Eristalis pratorum Meigen, 1822
- Eristalis stackelbergi Dolezil & Rozkosny, 1967
- Eristalis stipator Osten-Sacken, 1877
- Eristalis suturalis Brunetti, 1923
- Eristalis tammensis Bagatshanova, 1980
- Eristalis tecta Vujic, Radenkovic, Nielsen & Simic, 2004
- Eristalis tenax (Linnaeus, 1758)
- Eristalis tibetica Violovitsh, 1977
- Eristalis tomentosa Macquart, 1848
- Eristalis transcaucasica Kuznetzov, 1994
- Eristalis transversa Wiedemann, 1830
- Eristalis trichopus Bigot, 1891
- Eristalis tricolor Bigot, 1880
- Eristalis tundrarum Frey, 1932
- Eristalis violacea Macquart, 1848
- Eristalis vitripennis Strobl, 1893
- Eristalis zhengi Huo & Ren, 2006